# Effektivt Landbrug
Effektivt Landbrug er et dansk dagblad, der udkommer fem gange om ugen, tirsdag-lørdag. Avisen skriver, som navnet antyder, om landbrug og er målrettet mod professionelle landmænd.
Avisen har hovedsæde i Langeskov på Fyn, og den betegner sig selv som landbrugets uafhængige avis, da den ikke har bånd til nogen af landbrugets mange organisationer, som for eksempel Landbrug & Fødevarer og Bæredygtigt Landbrug. Den udgives af L-Mediehus, som også står bag de regionale annoncefinansierede landbrugsaviser Landbrug Fyn, Landbrug Syd, Landbrug Nord og Landbrug Øst.
Ifølge Effektivt Landbrug selv, så sikrer den danske erhvervslandmænd, organisationer og politikere et dagblad, som er uafhængigt og fagligt velfunderet med debat og orientering om struktur og udvikling i dansk landbrugserhvervspolitik, samfundsforhold i øvrigt samt Danmarks position i forhold til udland og udenlandske markeder, fødevarepolitik og naturinteresser.
Effektivt Landbrug behandler ligeledes artikler vedrørende fødevareproduktion, landskabsforvaltning, miljøforvaltning og de dertil knyttede interessesfærer, erhvervsudvikling i landområder, beskæftigelse, finansiering, markedsforhold fra en dansk vinkel. Dagbladet fås i abonnement - både digitalt og på tryk.
Første udgivelse af avisen var i maj 1970. 
Effektivt Landbrug er ikke tilmeldt Pressenævnet og klager over indholdet i den elektroniske avis skal derfor ikke behandles via Medieansvarslovens bestemmelser, men efter den almindelige Retsplejelov.

## Dagblad
Effektivt Landbrug blev som første landbrugsavis et dagblad i august 2005. Indtil da havde avisen været en ugeavis med fast udgivelse hver lørdag. Konkurrenten Landbrugsavisen fulgte med og skiftede i september 2005 også fra ugeavis til dagblad. Grunden til at de to aviser blev dagblade var portostøtte fra staten. Denne støtte hørte dog op pr. 1. januar 2007 for specialmedier. Landbrugsavisen opgav dermed at udkomme som dagblad. Effektivt Landbrug besluttede at fortsætte. Avisen er derfor i dag eneste dagblad i landbrugsmedie-verdenen.